# Iya Villania
Raelene Elaine Ebaler Villanía (29 de junio de 1986 en Camperdown, Nueva Gales del Sur, Australia), conocida artísticamente en la pantalla como Iya Villania. Es una actriz, cantante y modelo filipina. Acreditada en su mayoría una de las estrellas más importantes de Filipinas, dentro del mundo de la televisión en lo más visible y prominentes personalidades. Ha compartido funciones como anfitriona de notables estrellas en la cadena televisiva como ASAP Mania, Nosotras Niñas y como VJ para MyX el canal de musical. 

## Primeros años
Villania nació en Camperdown, Australia, pero se crio en Sídney. Sus padres, Ray y Elena Villania, son de ascendencia filipina. La más joven de tres hermanos, ella tiene dos hermanas mayores llamada Rhoda y Sheila. La influencia de su padre fue la afición por medio de cantar en un karaoke, fue allí que Villania le interesó por la música y comenzó a cantar a una edad temprana.

## Su vida en Filipinas
Para ser una cantante en Filipinas, retornó al país de origen de sus padres acompañada junto a su madre, la medida de inmigración fue duro para ella en especial con el idioma y conseguir alrededor la ciudadanía filipina. Luego Villania después de establecerse en Filipinas, continuó sus estudios secundarios en el Colegio San Agustín en Makati y se graduó en la misma escuela en marzo de 2004. Continuó su educación mediante un ejercicio de AB Psicología en la Universidad De La Salle-Manila. Incluso con su apretada agenda, se graduó en el mes de febrero de 2009.

## Filmografía

### Televisión
| Año          | Título                                        | Personajes    | Canales     |
| 2009         | Sineserye Presents: Magkano ang Iyong Dangal? | TBA           | ABS-CBN     |
| 2009         | Only You                                      | Trixie        | ABS-CBN     |
| 2008         | OMG!                                          | Host          | TV5         |
| 2008         | Mysmatch                                      | Host          | TV5         |
| 2008         | Palmolive Shining Circle of 10: Batch 2008    | Host          | ABS-CBN     |
| 2007         | Lastikman                                     | Yellena       | ABS-CBN     |
| 2007         | U Can Dance Ver. 2                            | Host          | ABS-CBN     |
| 2006-12      | Us Girls                                      | Host          | Studio 23   |
| 2006         | U Can Dance                                   | Host          | ABS-CBN     |
| 2005         | Wowowee                                       | Host          | ABS-CBN     |
| 2005-present | ASAP Mania                                    | Host          | ABS-CBN     |
| 2004-present | MYX                                           | VJ            | ABS-CBN     |
| 2004         | Seasons of Love                               | Alex          | ABS-CBN     |
| 2004         | ASAP Fanatics                                 | Host          | ABS-CBN     |
| 2004         | SOP Gigsters                                  | Host          | GMA Network |
| 2004         | Gamechannel Extreme                           | Host          | ABC         |
| 2003         | Gamechannel                                   | Host          | IBC         |
| 2003         | Click                                         | Sídney Torres | GMA Network |
| 2003         | Walang Hanggan                                | Rachelle      | GMA Network |

### Películas
| 2009 | Flores De Mara                           | TBA    |
| 2009 | When I Met U                             | Tracy  |
| 2007 | Paano kita Iibigin                       | Tessa  |
| 2006 | Pamahiin                                 | Eileen |
| 2005 | Exodus: Tales from the Enchanted Kingdom | Lin-Ay |
| 2004 | Aishite Imasu 1941: Mahal Kita           | Julya  |
| 2004 | A Beautiful Life                         | Janice |

### Videos musicales
| Año  | Canciones             | Álbumes                                          |
| 2008 | My First Broken Heart | Finally                                          |
| 2006 | Good To Be Me         | Rose Online Original Soundtrack                  |
| 2005 | Almost Paradise       | Footloose the Musicale Original Soundtrack Album |